# Robert Valley
Robert Valley é um animador e designer gráfico canadense. Como reconhecimento, foi nomeado ao Oscar 2017 na categoria de Melhor Animação em Curta-metragem por Pear Cider and Cigarettes.